# Morskie przejście graniczne Hel
Morskie przejście graniczne Hel znajduje się w porcie morskim w Helu i może się na nim odbywać ruch osobowy i towarowy. Przejście obsługuje przede wszystkim ruch graniczny portu morskiego Hel.
Obsługiwane jest przez Morski Oddział Straży Granicznej – placówkę we Władysławowie. Punkt odprawy granicznej znajduje się przy nabrzeżu Remontowym.
W 2008 roku przekroczeń granicy dokonało tu 18,3 tys. osób. 
W 2006 roku dokonano 2255 kontroli jednostek rybackich (statki rybackie, kutry i łodzie) oraz 401 jachtów i łodzi sportowych.
Przejście zostało formalnie ustanowione w 1961 roku.